# Pârâul Sărat, Cuejdiu
Pârâul Sărat sau Pârâul Sărata este un curs de apă, afluent al râului Cuejdiu. 